# 上野雅惠
上野雅惠（1979年1月17日—）是一名日本女子柔道运动员。她曾参加2000年、2004年和2008年三届奥运，其中在2004年雅典奥运和2008年北京奥运中各摘得一枚金牌。她的妹妹上野順惠也曾在2012年伦敦奥运摘得一枚铜牌。